# Hacınuhlu, Mut
Hacınuhlu là một xã thuộc huyện Mut, tỉnh Mersin, Thổ Nhĩ Kỳ. Dân số thời điểm năm 2011 là 376 người.